# 浚仪县 (秦国)
浚仪县，中国古县名。
战国时为魏国都城大梁。因大梁城北的人工沟渠名为浚水或浚仪渠，故称大梁为浚仪。前225年，秦国将军王贲攻破大梁，魏国灭亡。秦国在此地置浚仪县。西汉时，治所在今河南省开封市，属陈留郡。北朝、隋朝、唐朝为陈留郡、梁州、汴州治所。五代、北宋与开封县同为开封府治所。北宋大中祥符三年（1010年），改名祥符县。